# César Abréu
César Santana Abréu Volmar (Mayagüez, Puerto Rico; 31 de enero de 1944), es un poeta, profesor universitario y bibliotecario puertorriqueño, con más de una docena de poemarios publicados. Considerado una de las voces líricas más logradas de la poesía cristiana puertorriqueña.

## Biografía

### Infancia, vida y obra
Nació en Mayagüez, Puerto Rico, siendo hijo de Rafael Valentín Abréu Castro y Ramona «Monín» Volmar Santana.
Sus primeros escritos fueron a través de la iglesia en un periódico dominical llamado Acción, donde se pueden encontrar sus primeros trabajos publicados. Estas se pueden rastrear y encontrar en las páginas de esta publicación resucitada recientemente y, en cierta forma, como El reloj.
Su primer libro publicado —pero no el primero en orden de creación— fue Espadas para el alba (1982) que dejará una luminosa estela en la poesía cristiana y en las letras del país. Como un nuevo Jeremías el fuego del verso lo impulsó a escribir y a publicar Fuego en tus altares (1991). Antes de ellos, había publicado en 1977 una edición artesanal y privada de Virtudes de la vidente, con poemas dedicados a su esposa Rebeca Hernández. La fotografía de la misma se la debemos a su entrañable amigo Alfonso Juárez y la caligrafía a su esposa Lani Henderson de Juárez. Sus poemas han pasado inadvertidos, lo cual no es justo, es poesía breve y apasionada.
De la sima a la cima (1995), como bien dice el título, son cuatro reflexiones que hablan de personas que han ido «de la sima a la cima» en sus vidas. Se habla ahí de caídas, pero sobre todo, de recuperación. Luego de tres reediciones de diversos títulos, sale de imprenta Nuevas fuerzas (2004) que incluye Lecciones del Reino de las águilas, cinco reflexiones de enseñanzas que las águilas nos ofrecen. De la sima a la cima y El lenguaje del llanto (1996). En este último se incluyen cuatro reflexiones de experiencias familiares dolorosas. Por otro lado, Mariposas en el radiador (2000) son pensamientos, muchos de ellos vieron la luz en El vigía, del 1995 al 1998. En El mesías (1995, 2000) y Como viendo al invisible (2002, 2003) se combina prosa y poesía. Cuya segunda parte o libro se dedica a la familia cercana Abréu-Volmar y Abréu-Hernández en La esquina del corazón que son poemas en orden cronológico desde el familiar mayor hasta el más joven, desde Rafael Abréu —su padre— hasta Rebecca Ruth Nereida —su hija—. Por otro lado, Pisapapeles de mármol (2006) culmina la idea de Mariposas en el radiador (2000) de trabajar en el campo de los pensamientos. En el primer libro mencionado se reunió reflexiones que se publicaron originalmente en El vigía desde el 1998 al 2005.
Las editoras del Taller Literario Cántaro y Espígas Betzaida Adorno Figueroa y Eva Quiñones Dailey tuvieron la feliz idea de reeditar Fuego en tus altares, El lenguaje del llanto, De la sima a la cima, Lecciones en el Reino de las águilas, Espadas para el alba, y Sonetos para Dios y para el Hombre con el título general Espigando en mi huerta. La mitad de ese libro fue reeditado.
Siempre ha anelado la independencia para su nación y patria natal, Puerto Rico.

### Matrimonio y familia
Contrajo matrimonio en la iglesia Rosa de Sarón de Canovanas, Puerto Rico con Rebeca Hernández Álvarez —fallecida— del cual tuvo tres hijos, de los cuales le sobreviven dos: César Abraham Abréu Hernández (1978-1979), Dan César Eliú Abréu Hernández (13 de abril de 1983) —inversionista, ingeniero mecánico, y consultor de sistemas de información— y Rebecca Ruth Nereida Abréu Hernández (28 de abril de 1985) —microbióloga e ingeniera de calidad de alimentos de profesión—.

## Obras y Poemarios
- Virtudes de la Vidente, 1977
- Espadas para el Alba, 1983
- Sonetos de Dios y para el Hombre, 1989
- Fuego en tus Altares, 1991
- Lecciones en el Reino de las Águilas, 1995, 2000
- De la sima a la cima, 1995
- El Lenguaje del llanto, 1996
- El Mesías, 1998, 2000
- Mariposas en el Radiador, 2000
- Como Viendo al Invisible, 2002, 2003
- Nuevas Fuerzas, 2004
- Pisapapeles de Mármol, 2006
- Poema del Olvido, 2012